# ディーン・アンド・デルーカ
ディーン・アンド・デルーカ（Dean & DeLuca）とは、アメリカ合衆国のニューヨーク州を本拠に存在した、食料品チェーン店を行っていた企業である。2020年3月31日、連邦破産法11条の適用を申請して経営破綻。
日本においては、本国での経営破綻前に分離された株式会社ウェルカム（ウェルカム グループ）がライセンス展開中。

## 概要
1973年、現在のニューヨークのソーホー地区で、歴史教師をしていたジョルジオ・デルーカの開いた小さなチーズショップが始まりである。1977年9月、ジョエル・ディーンとジョルジオ・デ・ルーカによってニューヨーク市で開業した。2人が世界各国を旅して発見した多彩な食材を取扱い、その後「セレブ御用達」の高級食材店兼デリカテッセンとして人気が出ることとなる。1988年には新しい店舗をニューヨーク市のマンハッタンにオープンし、生鮮食料品や魚介類などの各種食材やワイン、コーヒーのほか、自社製の調理食品や総菜、アイスクリームやケーキなども提供しており、一部のものについては店内で食すことも可能である。海外第１号店として 日本では2003年に東京・丸の内に初出店。ロゴをプリントしたトートバッグが若い女性の間で流行し、台湾などアメリカ国外への進出を展開するほか、一部業販も扱っている。
2019年10月、米国での経営が行き詰まり、国内に約10カ所残っていた店舗は7月以降に相次ぎ閉店し、最後まで開いていたソーホー地区の本店も10月7日までに営業を停止したことが判明。本店ドアには「残念ながら一時的に店を閉じます。近く再開します。30年以上、地域の一員だったことは誇りです。ご支援ありがとうございました」との貼り紙があり、存続が危ぶまれていた。日本においては共同出資者であるウェルカムが、タイの不動産開発会社ペース・ディベロップメント（en:Pace Development）から残りの株式を全て取得し、完全に独立しているため影響はなく、日本での展開は継続すると発表。国内では、ポイントカードが発行されており、1ポイント1円として使えるポイントが、購入金額100円毎に2ポイント加算される。2020年3月31日、米ディーン＆デルーカが経営破綻。2022年9月23日、全国でポップアップストアを開き食文化の振興や地域活性化へ力を入れているウェルカムが岡山市北区にある複合型施設杜の街グレースへの中国・四国地方初出店に伴い、施設を整備する両備ホールディングスとウェルカムがエリアパートナー契約を締結。同時に中国・四国地方における拠点を岡山に置く。
また同店はワインの品揃えが常時500〜600本と国内最大級である。

## 店舗網
アメリカ（全店破綻）
- マンハッタン
  - ソーホー
  - ロックフェラープラザ
  - パラマウントホテル
- カンザスシティ（カンザス州）
- ナパ（カリフォルニア州）
- シャーロット（ノースカロライナ州）
- ワシントンD.C.

日本（2022年8月現在）
- MARKET（マーケット）大型店 +ベーカリーカフェ＜東京／大阪／京都／愛知／岡山／福岡＞
  - MARKET 六本木（東京都港区赤坂 東京ミッドタウン B1）2007年3月30日 オープン／2017年3月30日 リニューアル
  - MARKET 品川（東京都港区港南 アトレ品川 2F）2004年3月3日 オープン／2018年1月30日 リニューアル
  - MARKET 有楽町（東京都千代田区有楽町 ルミネ有楽町 ルミネ2-1F）／2013年11月7日 オープン
  - MARKET 大阪（大阪府大阪市北区大深町 グランフロント大阪 うめきた広場B1）2013年4月26日 オープン
  - MARKET 京都（京都府京都市中京区烏丸通）2014年10月27日 オープン／2016年11月29日 リニューアル
  - MARKET 名古屋（愛知県名古屋市中村区名駅 ミッドランドスクエア B1）2007年3月6日 オープン／2017年3月3日 リニューアル
  - MARKET 岡山 ※中四国初出店（岡山県岡山市北区下石井 杜の街グレースオフィススクエア1F）2022年9月23日オープン
  - MARKET 福岡 ※日本国内最大級の260坪 グランドマーケット（福岡県福岡市中央区天神 ソラリアプラザB2）2015年4月25日 オープン
- MARKET（マーケット）小型店 +ベーカリーカフェ ＜東京／神奈川／愛知／福岡＞
  - MARKET 新宿（東京都新宿区新宿 ルミネ新宿 2-1F）2012年4月28日 オープン
  - MARKET 恵比寿（東京都渋谷区恵比寿南 アトレ恵比寿3F）2013年11月22日 オープン
  - MARKET 広尾（東京都渋谷区広尾 広尾PLAZA1F）2018年11月1日 オープン
  - MARKET 八重洲（東京都千代田区丸の内1-9-1 JR東日本東京駅構内 B1 GranSta内）2007年10月25日 オープン
  - MARKET 吉祥寺 ※カフェなし（東京都武蔵野市吉祥寺南町 アトレ吉祥寺 1F）2010年9月21日 オープン
  - MARKET 横浜 ※カフェなし（神奈川県横浜市西区高島 そごう横浜店 B2 食品売場）2012年10月31日 オープン
  - MARKET シァル横浜（神奈川県横浜市西区南幸 B１F）2020年６月18日 オープン
  - MARKET アトレ川崎（神奈川県川崎市川崎区駅前本町 アトレ川崎 3階）2018年2月17日 オープン
  - MARKET 栄 ※カフェなし（愛知県名古屋市中区栄 松坂屋名古屋 本館B2）2013年4月17日 オープン
  - MARKET アミュプラザ博多（福岡県福岡市博多区 博多駅中央街 アミュプラザ博多 B1）2016年4月21日 オープン
  - MARKET 渋谷（東京都渋谷区渋谷）東急百貨店東横店の閉館に伴い2020年3月31日 閉店
- MARKET & RESTAURANT（マーケット＆レストラン）+ベーカリーカフェ＜大阪／福岡＞
  - MARKET 大阪（大阪府大阪市北区大深町 グランフロント大阪 うめきた広場B1）2013年4月26日 オープン
  - MARKET 福岡 ※日本国内最大級の260坪 グランドマーケット（福岡県福岡市中央区天神 ソラリアプラザB2）2015年4月25日 オープン
- CAFE（カフェ）※一部店舗ベーカリーカフェ＜東京／神奈川／千葉／大阪／愛知＞
  - カフェ 丸の内（東京都千代田区丸の内 三菱UFJ信託銀行本店ビル 1F）2003年6月4日 オープン／2019年6月13日 リニューアル
  - カフェ 大手町メトロピア（東京都千代田区大手町 B1F 千代田線大手町駅 大手町メトロピア）2020年3月26日 オープン
  - カフェ 東京ミッドタウン日比谷（東京都千代田区有楽町 東京ミッドタウン日比谷 1F）2018年3月29日 オープン
  - カフェ 有楽町ルミネストリート（東京都千代田区有楽町 ルミネストリート）2014年8月29日 オープン
  - カフェ パルコヤ上野（東京都台東区上野 パルコヤ上野 1F）2017年11月4日 オープン
  - カフェ 日本橋高島屋 S.C.（東京都中央区日本橋 日本橋高島屋 S.C. 1階）2018年9月25日 オープン
  - カフェ 東京ガーデンテラス紀尾井町（東京都千代田区紀尾井町 東京ガーデンテラス紀尾井町 1F）2016年5月10日
  - カフェ 慈恵大学病院（東京都港区西新橋 東京慈恵会医科大学附属病院 外来棟1階）2020年1月4日 オープン
  - カフェ 虎ノ門ヒルズ（東京都港区虎ノ門 虎ノ門ヒルズ 森タワー2階）2019年11月5日
  - カフェ 赤坂アークヒルズ（東京都港区赤坂 アークヒルズ アーク森ビル 1F）2016年5月9日 オープン
  - カフェ 麻布十番（東京都港区麻布十番）2017年4月7日 オープン
  - カフェ 六本木（東京都港区赤坂 東京ミッドタウン B1）2007年3月30日 オープン
  - カフェ Echika表参道（東京都港区北青山 東京メトロ表参道駅 Echika表参道）2015年10月6日 オープン
  - カフェ 渋谷ストリーム（東京都渋谷区渋谷 渋谷ストリーム2F）2018年9月13日 オープン
  - カフェ NEWoMan新宿（東京都渋谷区千駄ヶ谷 NEWoMan 2F）2016年4月15日 オープン
  - カフェ 東京音楽大学 中目黒・代官山キャンパス（東京都目黒区上目黒 東京音楽大学中目黒・代官山キャンパス 3F）2019年4月5日 オープン
  - カフェ 成城（東京都世田谷区成城 成城コルティ 1F）2006年9月29日 オープン／2017年10月27日 リニューアル
  - カフェ 羽田空港（東京都大田区羽田空港 第1旅客ターミナルビル B1）2005年12月29日 オープン
  - カフェ たまプラーザテラス（神奈川県横浜市青葉区美しが丘 ゲートプラザ1F）2015年3月6日 オープン
  - カフェ 新百合丘OPA（神奈川県川崎市麻生区上麻生 新百合丘OPA 1階）2019年10月4日 オープン
  - カフェ コレットマーレみなとみらい（神奈川県横浜市中区桜木町 1F）2020年9月10日 オープン
  - カフェ テラスモール湘南（神奈川県藤沢市辻堂神台 テラスモール湘南 湘南ヴィレッジ）2018年4月26日 オープン
  - カフェ ODAKYU 湘南 GATE（神奈川県藤沢市南藤沢 ODAKYU 湘南 GATE 2F）2019年3月22日 オープン
  - カフェ 三井アウトレットパーク木更津（千葉県木更津市金田東 三井アウトレットパーク木更津 ガーデンゾーン）2018年10月26日 オープン
  - カフェ 成田空港第１ターミナル（千葉県成田市三里塚字御料牧場 成田国際空港 第1旅客ターミナルビル中央ビル本館4階）2019年5月31日 オープン
  - カフェ 成田空港第2ターミナルサテライト（千葉県成田市古込字古込 成田国際空港 第２旅客ターミナルビルサテライト3階）2020年1月29日 オープン
  - カフェ クリスタ長堀（大阪府大阪市中央区南船場 長堀地下街5号）2017年7月7日 オープン
  - カフェ 伊丹空港（大阪府豊中市蛍池西町 大阪国際空港中央ブロック3階）2018年4月18日 オープン
  - カフェ 星ヶ丘三越（愛知県名古屋市千種区星が丘元町 星ヶ丘三越1F）2020年3月18日 オープン
  - カフェ 広小路本町（愛知県名古屋市中区錦 広小路クロスタワー1F）2018年3月20日 オープン
  - ベーカリーカフェ 碑文谷（東京都目黒区碑文谷）2016年7月18日 オープン
  - ベーカリーカフェ 名城公園（愛知県名古屋市北区名城 名城公園内 Tonarino2F）2017年4月27日 オープン／2018年10月6日 リニューアル
  - カフェ カフェ青山 ベルコモンズ（東京都港区北青山）青山ベルコモンズの閉館に伴い2014年3月30日 閉店
  - カフェ カフェ青山（東京都渋谷区神宮前）2020年12月27日 閉店
  - カフェ 新大阪店（大阪市淀川区西中島）2021年6月30日 閉店

台湾
- 台北

タイ
- バンコク

フィリピン
- マニラ
  - マカティ(Rockwell)
  - マカティ(Eton Tower)
  - タギッグ(ORE Central Building)

## テレビ番組
- 日経スペシャル カンブリア宮殿 逸品ぞろいで女性が熱狂！「食のセレクトショップ」大解剖！（2019年11月14日、テレビ東京）- 出演：ウェルカム代表 横川正紀[11]。

## トピックス
- ファミリーマートは、日本のコンビニエンスストアとしては唯一ディーン・アンド・デルーカのアイスクリームを販売している。
- 2007年より、日本航空の中長距離国際線（一部路線を除く）のファーストクラスとビジネスクラス、プレミアムエコノミークラスでディーン・アンド・デルーカのアイスクリームが提供されている。